# 中華民國大陸時期行政區劃沿革
中華民國行政區劃沿革，主要講述中華民國大陸時期地方行政制度的變遷過程。

## 军政府時期
1911年10月10日，武昌起义爆發，次日湖北軍政府成立。七個星期之內，湖南、陝西、江西、山西、浙江、江蘇、貴州、安徽、廣西、福建、廣東等省紛紛響應，陸續宣佈脫離清政府獨立，并依據《中國同盟會革命方略》的規定成立全省性的軍政府。今上海、重慶两地则在境内则設立獨立的軍政府，並不受本省軍政府的領導。内地十八省只剩下甘肃、河南、直隶三省效忠清政府。由於起義各省尚未成立起全國性的中央政府，因此各省的地方行政區劃由各地方軍政府自行制定。
- 1911年末发生反清运动的区域

## 北洋政府時期
南北議和后，清遜帝溥仪于1912年2月正式退位，中华民国获得统治中国的法統，并继承全部清朝領土，新的中央政府——北京臨時政府组建。次年（1913年）1月8日，新政府公佈《劃一現行各省地方行政官廳組織令》、《劃一現行各道地方行政官廳組織令》、《劃一現行各縣行政官廳組織令》（以下統稱「劃一令」），5月又公佈《省官制》、《道官制》、《縣官制》，將清代的直隸州、直隸廳及州、廳全部改編為「縣」，府全部废除，確立了省、道、縣三級行政區制度。
民國三年（1914年）1月，大总统袁世凯批准内务部《改定各省重複縣名及存廢理由清單》，在全国范围内，对重复县名进行了大调整。8月28日，北洋政府在全國各地設置了93個「道」，分為繁要缺、邊要缺、繁缺、邊缺、要缺、簡缺共6類三个等级。其中“繁要缺”是駐紮在省會的首道，地方形勢緊要，政務繁雜的道；“邊要缺”是地處邊陲，形勢緊要的道；“繁缺”是轄縣較多、財政情況良好的道；“邊缺”是邊境地區或重要行政據點；“要缺”是境內轄有重要商埠的道；“簡缺”是轄縣較少、事務較簡、財政情況不佳的道。京兆地方及稍後設置的東省特別行政區，因政區特殊，均未設道。又熱河，察哈爾，綏遠，川邊特別行政區因縣級政區較少，均只各設1道。各省一般平均在3～4道，僅甘肅及黑龍江省最多，皆設置了7道。各道管轄縣數，一般在10～30縣之間，不過也存在了如黑龍江省黑河道轄3縣（在設立其他設治局前），陝西省關中道轄40縣以上的道的特殊例子。
因為道制的等級與發行行政經費的多寡有關，因此各省紛紛提出等級重新評估的要求，從民國三年（1914年）至四年（1915年）5月之間，內務部先後批准河南省河洛道、江蘇省徐海道、廣西省蒼梧道及鎮南道、吉林省依蘭道的升等。同一時期內，江蘇省淮揚道、浙江省甌海道、黑龍江省綏蘭道、廣東省潮循道、山東省東臨道的升等要求，因行政管轄區域不大，行政事務也不複雜，均被內務、財政兩部駁回。在1年半內，有如此多的道因經費問題而請求升等，引起了北洋政府的注意。內務部及財政部於民國四年（1915年）6月經大總統批准，今後若無特別的情況，不再重新評估核辦。
| 直隷省       | 渤海道     | 津海道                                 |                                         | 繁要缺，一等                           |                                                                                 |
| 直隷省       | 范陽道     | 保定道                                 |                                         | 繁要缺，一等                           |                                                                                 |
| 直隷省       | 冀南道     | 大名道                                 | 要缺，二等                              |                                        |                                                                                 |
| 直隷省       | 口北道     | 口北道                                 | 簡缺，三等                              |                                        |                                                                                 |
| 奉天省       | 南路道     | 遼瀋道                                 |                                         | 繁要缺，一等                           |                                                                                 |
| 奉天省       | 東路道     | 東邊道                                 | 邊缺，二等                              |                                        |                                                                                 |
| 奉天省       | 北路道     | 洮昌道                                 | 要缺，二等                              |                                        |                                                                                 |
| 奉天省       | 西路道     |                                        |                                         | 民國二年（1913年）9月裁撤              |                                                                                 |
| 奉天省       | 中路道     |                                        |                                         | 民國二年（1913年）9月裁撤              |                                                                                 |
| 吉林省       | 西南路道   | 吉長道                                 |                                         | 繁要缺，一等                           |                                                                                 |
| 吉林省       | 西北路道   | 濱江道                                 |                                         | 繁要缺，一等                           |                                                                                 |
| 吉林省       | 東南路道   | 延吉道                                 | 邊缺，二等                              | 民國十年（1921年）9月升為一等          |                                                                                 |
| 吉林省       | 東北路道   | 依蘭道                                 | 簡缺，三等                              | 民國四年（1915年）5月改為邊缺、二等    |                                                                                 |
| 黑龍江省     |            | 龍江道                                 |                                         | 繁要缺，一等                           |                                                                                 |
| 黑龍江省     | 綏蘭道     | 繁缺，二等                             | 民國四年（1915年）9月升為一等           |                                        |                                                                                 |
| 黑龍江省     | 黑河道     | 黑河道                                 | 邊要缺，一等                            |                                        |                                                                                 |
| 黑龍江省     |            |                                        | 呼倫道                                  |                                        | 民國十四年（1925年）呼倫貝爾自治政府撤銷自治後設置                              |
| 山東省       | 岱北道     | 濟南道                                 |                                         | 繁要缺，一等                           | 民國十四年（1925年）10月裁撤4道                                                 |
| 山東省       | 岱南道     | 濟寧道                                 | 要缺，二等                              |                                        | 民國十四年（1925年）10月裁撤4道                                                 |
| 山東省       | 濟西道     | 東臨道                                 | 簡缺，三等                              |                                        | 民國十四年（1925年）10月裁撤4道                                                 |
| 山東省       | 膠東道     | 膠東道                                 | 繁要缺，一等                            |                                        | 民國十四年（1925年）10月裁撤4道                                                 |
| 山東省       |            |                                        | 濟南道                                  | 不詳                                   | 民國十四年（1925年）10月設置，民國十六年（1927年）8月北京政府承認，各道等級不詳 |
| 山東省       | 東昌道     |                                        |                                         | 不詳                                   | 民國十四年（1925年）10月設置，民國十六年（1927年）8月北京政府承認，各道等級不詳 |
| 山東省       | 泰安道     |                                        |                                         | 不詳                                   | 民國十四年（1925年）10月設置，民國十六年（1927年）8月北京政府承認，各道等級不詳 |
| 山東省       | 武定道     |                                        |                                         | 不詳                                   | 民國十四年（1925年）10月設置，民國十六年（1927年）8月北京政府承認，各道等級不詳 |
| 山東省       | 德臨道     |                                        |                                         | 不詳                                   | 民國十四年（1925年）10月設置，民國十六年（1927年）8月北京政府承認，各道等級不詳 |
| 山東省       | 淄青道     |                                        |                                         | 不詳                                   | 民國十四年（1925年）10月設置，民國十六年（1927年）8月北京政府承認，各道等級不詳 |
| 山東省       | 萊膠道     |                                        |                                         | 不詳                                   | 民國十四年（1925年）10月設置，民國十六年（1927年）8月北京政府承認，各道等級不詳 |
| 山東省       | 東海道     |                                        |                                         | 不詳                                   | 民國十四年（1925年）10月設置，民國十六年（1927年）8月北京政府承認，各道等級不詳 |
| 山東省       | 兗濟道     |                                        |                                         | 不詳                                   | 民國十四年（1925年）10月設置，民國十六年（1927年）8月北京政府承認，各道等級不詳 |
| 山東省       | 琅琊道     |                                        |                                         | 不詳                                   | 民國十四年（1925年）10月設置，民國十六年（1927年）8月北京政府承認，各道等級不詳 |
| 山東省       | 曹濮道     |                                        |                                         | 不詳                                   | 民國十四年（1925年）10月設置，民國十六年（1927年）8月北京政府承認，各道等級不詳 |
| 河南省       | 豫東道     | 開封道                                 |                                         | 繁要缺，一等                           |                                                                                 |
| 河南省       | 豫北道     | 河北道                                 | 要缺，二等                              |                                        |                                                                                 |
| 河南省       | 豫西道     | 河洛道                                 | 簡缺，三等                              | 民國三年（1914年）11月改為繁缺，二等   |                                                                                 |
| 河南省       | 豫南道     | 汝陽道                                 | 要缺，二等                              |                                        |                                                                                 |
| 山西省       | 中路道     | 冀寧道                                 |                                         | 繁要缺，一等                           |                                                                                 |
| 山西省       | 北路道     | 雁門道                                 | 簡缺，三等                              | 民國四年（1915年）7月改為要缺，二等    |                                                                                 |
| 山西省       | 河東道     | 河東道                                 | 要缺，二等                              |                                        |                                                                                 |
| 江蘇省       |            | 金陵道                                 |                                         | 繁要缺，一等                           |                                                                                 |
| 江蘇省       | 滬海道     | 民國三年（1914年）1月名上海道，5月改名 |                                         | 繁要缺，一等                           |                                                                                 |
| 江蘇省       | 蘇常道     |                                        |                                         | 繁要缺，一等                           |                                                                                 |
| 江蘇省       | 淮揚道     | 淮揚道                                 | 繁缺，二等                              |                                        |                                                                                 |
| 江蘇省       | 徐州道     | 徐海道                                 | 要缺，二等                              | 民國三年（1914年）11月改為繁要缺，一等 |                                                                                 |
| 安徽省       |            | 安慶道                                 |                                         | 繁要缺，一等                           |                                                                                 |
| 安徽省       | 蕪湖道     | 繁缺，二等                             |                                         |                                        |                                                                                 |
| 安徽省       | 淮泗道     | 繁缺，二等                             |                                         |                                        |                                                                                 |
| 江西省       |            | 豫章道                                 |                                         | 繁要缺，一等                           |                                                                                 |
| 江西省       | 廬陵道     | 簡缺，三等                             |                                         |                                        |                                                                                 |
| 江西省       | 贛南道     | 贛南道                                 | 要缺，二等                              |                                        |                                                                                 |
| 江西省       | 贛北道     | 潯陽道                                 | 要缺，二等                              | 民國五年（1916年）2月升為一等          |                                                                                 |
| 福建省       | 東路道     | 閩海道                                 |                                         | 繁要缺，一等                           |                                                                                 |
| 福建省       | 南路道     | 廈門道                                 |                                         | 繁要缺，一等                           |                                                                                 |
| 福建省       | 西路道     | 汀漳道                                 | 要缺，二等                              |                                        |                                                                                 |
| 福建省       | 北路道     | 建安道                                 | 簡缺，三等                              |                                        |                                                                                 |
| 浙江省       |            | 錢塘道                                 |                                         | 繁要缺，一等                           |                                                                                 |
| 浙江省       | 會稽道     |                                        |                                         | 繁要缺，一等                           |                                                                                 |
| 浙江省       | 金華道     | 簡缺，三等                             |                                         |                                        |                                                                                 |
| 浙江省       | 甌海道     | 繁缺，二等                             |                                         |                                        |                                                                                 |
| 湖北省       | 鄂東道     | 江漢道                                 |                                         | 繁要缺，一等                           |                                                                                 |
| 湖北省       | 鄂北道     | 襄陽道                                 | 要缺，二等                              |                                        |                                                                                 |
| 湖北省       | 鄂西道     | 荊南道                                 | 要缺，二等                              | 荊宜道                                 | 民國十年（1921年）8月改名並縮小管轄區域                                         |
| 湖北省       |            |                                        | 施鶴道                                  |                                        | 民國十年（1921年）8月析荊南道設置                                               |
| 湖南省       |            | 湘江道                                 |                                         | 繁要缺，一等                           |                                                                                 |
| 湖南省       | 衡永彬桂道 | 衡陽道                                 | 繁缺，二等                              |                                        |                                                                                 |
| 湖南省       |            | 武陵道                                 | 要缺，二等                              |                                        |                                                                                 |
| 湖南省       | 辰沅永靖道 | 辰沅道                                 | 要缺，二等                              |                                        |                                                                                 |
| 陝西省       | 中道道     | 關中道                                 |                                         | 繁要缺，一等                           |                                                                                 |
| 陝西省       | 陝南道     | 漢中道                                 | 要缺，二等                              |                                        |                                                                                 |
| 陝西省       | 陝北道     | 榆林道                                 | 邊缺，二等                              |                                        |                                                                                 |
| 陝西省       | 陝西道     |                                        |                                         |                                        |                                                                                 |
| 陝西省       | 陝東道     |                                        |                                         |                                        |                                                                                 |
| 甘肅省       | 蘭山道     | 蘭山道                                 |                                         | 繁要缺，一等                           |                                                                                 |
| 甘肅省       | 隴南道     | 渭川道                                 | 要缺，二等                              |                                        |                                                                                 |
| 甘肅省       | 隴東道     | 涇原道                                 | 簡缺，三等                              |                                        |                                                                                 |
| 甘肅省       | 朔方道     | 寧夏道                                 | 簡缺，三等                              |                                        |                                                                                 |
| 甘肅省       | 海江道     | 西寧道                                 | 邊缺，三等                              |                                        |                                                                                 |
| 甘肅省       | 河西道     | 甘涼道                                 | 邊缺，三等                              |                                        |                                                                                 |
| 甘肅省       | 邊關道     | 安肅道                                 | 簡缺，三等                              |                                        |                                                                                 |
| 新疆省       | 鎮迪道     | 迪化道                                 |                                         | 繁要缺，一等                           |                                                                                 |
| 新疆省       | 伊犁道     | 伊犁道                                 | 邊缺，二等                              |                                        |                                                                                 |
| 新疆省       | 阿克蘇道   | 阿克蘇道                               | 簡缺，三等                              |                                        |                                                                                 |
| 新疆省       | 喀什噶爾道 | 喀什噶爾道                             | 邊要缺，一等                            |                                        |                                                                                 |
| 新疆省       |            |                                        | 塔城道                                  |                                        | 民國五年（1916年）12月塔爾巴哈臺區域併入改置                                    |
| 新疆省       | 阿山道     |                                        | 民國八年（1919年）6月阿爾泰區域併入改置 |                                        |                                                                                 |
| 新疆省       | 焉耆道     | 邊缺 三等                              | 民國九年（1920年）4月設置               |                                        |                                                                                 |
| 新疆省       | 和闐道     | 邊缺，三等                             | 民國九年（1920年）4月設置               |                                        |                                                                                 |
| 四川省       | 川西道     | 西川道                                 |                                         | 繁要缺，一等                           |                                                                                 |
| 四川省       | 川東道     | 東川道                                 |                                         | 繁要缺，一等                           |                                                                                 |
| 四川省       | 上川南道   | 建昌道                                 | 要缺，二等                              |                                        |                                                                                 |
| 四川省       | 下川南道   | 永寧道                                 | 簡缺，三等                              | 民國四年（1915年）3月改為二等          |                                                                                 |
| 四川省       | 川北道     | 嘉陵道                                 | 要缺，二等                              |                                        |                                                                                 |
| 四川省       | 邊東道     |                                        |                                         | 民國三年（1914年）劃入川邊特別區，廢   |                                                                                 |
| 四川省       | 邊西道     |                                        |                                         | 民國三年（1914年）劃入川邊特別區，廢   |                                                                                 |
| 廣東省       |            | 粤海道                                 |                                         | 繁要缺，一等                           |                                                                                 |
| 廣東省       | 嶺南道     | 簡缺，三等                             |                                         |                                        |                                                                                 |
| 廣東省       | 潮循道     | 繁缺，二等                             |                                         |                                        |                                                                                 |
| 廣東省       | 高雷道     | 繁缺，二等                             |                                         |                                        |                                                                                 |
| 廣東省       | 瓊崖道     | 邊要缺，一等                           |                                         |                                        |                                                                                 |
| 廣東省       | 欽廉道     | 邊缺，二等                             |                                         |                                        |                                                                                 |
| 廣西省       | 邕南道     | 南寧道                                 |                                         | 繁要缺，一等                           |                                                                                 |
| 廣西省       | 郁江道     | 蒼梧道                                 | 簡缺，三等                              | 民國四年（1915年）1月改為繁缺、二等    |                                                                                 |
| 廣西省       | 漓江道     | 桂林道                                 | 要缺，二等                              |                                        |                                                                                 |
| 廣西省       | 柳江道     | 柳江道                                 | 簡缺，三等                              |                                        |                                                                                 |
| 廣西省       | 田南道     |                                        | 簡缺，三等                              |                                        |                                                                                 |
| 廣西省       | 鎮南道     | 鎮南道                                 | 邊缺，三等                              | 民國四年（1915年）1月改為邊要缺，一等  |                                                                                 |
| 雲南省       | 滇中道     | 滇中道                                 |                                         | 繁要缺，一等                           |                                                                                 |
| 雲南省       | 臨開廣道   | 蒙自道                                 | 邊缺，二等                              |                                        |                                                                                 |
| 雲南省       | 滇南道     | 普洱道                                 | 簡缺，三等                              |                                        |                                                                                 |
| 雲南省       | 滇西道     | 騰越道                                 | 邊缺，二等                              |                                        |                                                                                 |
| 貴州省       | 黔中道     | 黔中道                                 |                                         | 繁要缺，一等                           |                                                                                 |
| 貴州省       | 黔東道     | 鎮遠道                                 | 要缺，二等                              |                                        |                                                                                 |
| 貴州省       | 黔西道     | 貴西道                                 | 簡缺，三等                              |                                        |                                                                                 |
| 熱河特別區   |            | 熱河道                                 |                                         | 繁要缺，一等                           |                                                                                 |
| 綏遠特別區   |            | 綏遠道                                 |                                         | 繁要缺，一等                           |                                                                                 |
| 察哈爾特別區 |            | 興和道                                 |                                         | 邊缺，二等                             | 民國二年（1913年）8月升為一等                                                   |
| 川邊特別區   |            |                                        | 川邊道                                  | 繁要缺，一等                           | 民國五年（1916年）1月設置                                                       |

## 国民政府时期
民國十七年（1928年）國民革命軍北伐後，曾基於軍事或行政需要，在部分省分陸續設立“跨省政務委員會”以方便管理或作為少數民族自治訴求的回應：
- 湘鄂臨時政務委員會：湖北省、湖南省、漢口市
- 東北政務委員會：遼寧省、吉林省、黑龍江省、熱河省、東省特別區、興安屯墾區
- 西南政務委員會：廣東省、廣西省、廣州市、雲南省、貴州省、瓊崖特別行政區
- 北平政務委員會：河北省、熱河省、察哈爾省、遼寧省、吉林省、黑龍江省、東省特別區、北平市
- 行政院駐平政務整理委員會：河北省、山東省、山西省、察哈爾省、綏遠省、北平市、天津市
- 蒙古地方自治政務委員會：察哈爾省、綏遠省境內盟旗
  - 綏境蒙政會：綏遠省境內盟旗（烏蘭察布盟及伊克昭盟所屬各旗、歸化土默特旗、右翼綏東四旗）
  - 察境蒙政會：察哈爾省境內各盟旗（錫林郭勒盟所屬各旗及察哈爾盟左翼四旗暨四牧群）
- 冀察政務委員會：河北省、察哈爾省、北平市、天津市

民國三十六年（1947年）以後，中華民國政府於各省份設立跨省級的軍政長官公署。至民國三十八年（1949年）為止，扣除已由中國共產黨控制的東北及華北兩地，實際尚有東南、華中、華南、西北、西南5個“軍政長官公署”：
- 東北軍政長官公署：遼寧省、安東省、遼北省、吉林省、松江省、合江省、黑龍江省、嫩江省、興安省、大連市[註 1]、瀋陽市、哈爾濱市[註 2]
- 華北軍政長官公署：山西省、河北省、山東省、熱河省、察哈爾省、綏遠省、北平市、天津市、青島市
- 華中軍政長官公署：河南省、湖北省、湖南省、江西省、安徽省、漢口市
- 華南軍政長官公署：廣東省、廣西省、海南特別行政區[註 3]、廣州市
- 東南軍政長官公署：江蘇省、浙江省、福建省、臺灣省
- 西北軍政長官公署：陝西省、甘肅省、寧夏省、青海省、新疆省、西安市
- 西南軍政長官公署：四川省、貴州省[註 4]、雲南省、西康省、重慶市

## 省级行政區劃年表
民國元年（1912年），全國共畫分為直隸、奉天、吉林、黑江、江蘇、安徽、山西、山東、河南、甘肅、浙江、江西、湖北、湖南、四川、福建、廣東、廣西、雲南、貴州、新疆22行省以及外蒙古、內蒙古、青海地方、西藏地方、阿爾泰地区、塔爾巴哈臺共28個省級行政區。隨後陸續設置熱河、察哈爾、綏遠、川邊、京兆、東省、膠澳商埠、淞滬商埠，廢置塔爾巴哈臺、阿爾泰區域。至民國15年（1926年），共有32個省級行政區。
民國16年（1927年）國民政府定都南京以後，裁京兆地方，直隸省、奉天省改名，特別區及膠澳商埠改設省及特別市，新設寧夏、青海2省及上海、南京、西京、北平、天津5特別市及威海衛行政區，至抗戰爆發前，共有39個省級行政區。抗戰期間，重慶升為直轄市。抗戰勝利以後，威海衛行政區改為省轄市，並自日本接收台灣及東北，東北地區依《東北新省區方案》劃設9省3市，翌年初承認外蒙古獨立。民國36年（1947年），共有35省12直轄市1西藏地方，民國38年（1949年），以原隸廣東省之海南島及南海諸島區域改制為海南特別行政區，預備建省。
| 1912年 | 民國元年 | - 新增直隸省、奉天省、吉林省、黑龍江省、山東省、河南省、山西省、江蘇省、安徽省、江西省、福建省、浙江省、湖北省、湖南省、陝西省、甘肅省、新疆省、四川省、廣東省、廣西省、雲南省、貴州省、青海地方、外蒙古、內蒙古、西藏地方、阿爾泰區域；析江蘇省置南京府（1月）、析新疆省置塔爾巴哈臺區域（？月） - 废除：南京府省入江蘇省（2月）                    | 28 | 繼承清代的22省份、3地方及1區域。                                         |
| 1913年 | 民國2年  | - 新增：以绥远城将军管区置綏遠特別區（11月） | 29 |                                                                          |
| 1914年 | 民國3年  | - 新增：以热河都统管区省置热河特别区（1月）、以川滇边务大臣管区置川邊特別區（4月）、直隸省順天府改隸中央（5月）、以察哈尔都统管区置察哈尔特别区（6月） - 变更：順天府改名京兆地方（10月4日） | 32 |                                                                          |
| 1915年 | 民國4年  | - 析黑龍江省置呼倫貝爾區域（？月） | 33 |                                                                          |
| 1916年 | 民國5年  | - 塔爾巴哈臺區域省入新疆省（？月） | 32 |                                                                          |
| 1920年 | 民國9年  | - 阿爾泰區域省入新疆省（？月）、呼倫貝爾區域省入黑龍江省（？月） | 30 |                                                                          |
| 1922年 | 民國11年 | - 從日本收回租借地主權置膠澳商埠（12月10日） | 31 |                                                                          |
| 1924年 | 民國13年 | - 從俄國收回中東鐵路附屬地設置東省特別區（？月） | 32 |                                                                          |
| 1925年 | 民國14年 | - 变更：川邊特別區改名西康特別區（2月7日） - 废除：膠澳商埠省入山東省（7月） | 31 |                                                                          |
| 1926年 | 民國15年 | - 新增：孫傳芳私設淞滬商埠（5月） | 32 |                                                                          |
| 1927年 | 民國16年 | - 析湖北省置武漢特別市（4月）、析江蘇省置南京特別市（5月） - 淞滬商埠改置上海特別市（3月） | 34 |                                                                          |
| 1928年 | 民國17年 | - 京兆地方省入河北省（6月20日） - 析河北省置北平特別市（6月20日）、析河北省置天津特別市（6月20日）、析甘肅省置寧夏省（9月17日）、以青海地方及甘肅省置青海省（9月17日） - 直隸省改名河北省（6月20日）、熱河特別區改置為熱河省（9月17日）、察哈爾特別區改置為察哈爾省（9月17日）、綏遠特別區改置為綏遠省（9月17日）、西康特別區改置為西康省（9月17日） | 36 |                                                                          |
| 1929年 | 民國18年 | - 湖北省武漢市改為中央直轄（4月）、析山東省置青島特別市（7月）、析黑龍江省置興安屯墾區（11月） - 奉天省改名遼寧省（1月28日）、武漢市改名漢口市（6月） - 武漢特別市降為湖北省轄（1月） | 37 | 興安屯墾區為東北政務委員會私設，未被國民政府納入地方行政建制之中。       |
| 1930年 | 民國19年 | - 析廣東省置廣州特別市（1月）、自英國收回租借地置威海衛行政區（11月）、河北省北平市改為中央直轄（12月） - 廣州市降為廣東省轄（6月20日）、北平市降為河北省轄（6月20日）、天津市降為河北省轄（12月） | 37 |                                                                          |
| 1931年 | 民國20年 | - 析甘肅省置河西省（2月2日）、析廣東省置瓊崖特別行政區（11月） - 废除：漢口市降為湖北省轄（7月） | 36 | 河西省由馬仲英所私設，同年因馬仲英的入疆而消失；瓊崖行政區建置並未實行。 |
| 1932年 | 民國21年 | - 废除：東省特別區（7月） | 35 | 東省特別區因日本入侵東北而自動消亡。满洲国设北满特别区。                 |
| 1933年 | 民國22年 | - 新增：析陝西省置西京市（1月7日） | 35 | 設西京籌備委員會，市政府未正式成立。                                     |
| 1935年 | 民國24年 | - 新增：河北省天津市改隸中央（6月） | 36 | 天津市再次升格。                                                         |
| 1939年 | 民國28年 | - 新增：四川省重慶市改隸中央（5月5日） | 37 |                                                                          |
| 1945年 | 民國34年 | - 新增：自日本收回殖民地，設台灣省（10月25日） - 废除：威海衛行政區省併入山東省（10月） | 37 |                                                                          |
| 1946年 | 民國35年 | - 废除：國民政府承認外蒙古（原蒙古地方）獨立（1月5日） | 36 | 國民政府雖承認外蒙古獨立，但中蒙邊界尚未勘定。                           |
| 1947年 | 民國36年 | - 析遼寧省設安東省、遼北省、大連市、瀋陽市；析吉林省設松江省、合江省；析黑龍江省設嫩江省、興安省、哈爾濱市（6月5日）；廣東省廣州市、湖北省漢口市、陝西省西安市改制為直轄市，改隸中央（6月7日） | 48 | 由舊東北3省析設為9省3直轄市。                                            |
| 1948年 | 民國37年 | | 48 | 該年中國共產黨全面控制東北。                                             |
| 1949年 | 民國38年 | - 新增：析廣東省，另設海南特別行政區（4月） | 49 |                                                                          |
| 1950年 | 民國39年 | - 5月，海南島戰役後，海南島淪陷。至此，除少数的东南地区沿海岛屿及南海諸島，中华民国失去中国大陆大部领域。行政上，年末江蘇省被攻占，至此一级行区仅余臺灣省和福建省、浙江省、海南特別行政區 | 49 |                                                                          |
| 1955年 | 民國44年 | - 7月大陳島撤退後，浙江省由中国共产党全面控制，僅餘實際控制臺閩地區延續至今。 | 49 |                                                                          |